# Teresina Cirio
Teresina Cirio (28 ottobre 1940) è un'ex cestista italiana.

## Carriera
Con l'Italia ha disputato i Campionati mondiali del 1967 e cinque edizioni dei Campionati europei femminili di pallacanestro (1960, 1962, 1964, 1966, 1968).